# Stephanolasca alfierii
Stephanolasca alfierii is een insect uit de familie van de vlinderhaften (Ascalaphidae), die tot de orde netvleugeligen (Neuroptera) behoort. 
Stephanolasca alfierii is voor het eerst wetenschappelijk beschreven door Navás in 1925.